# Xina Hudson
Xina Hudson (ur. 25 czerwca 1980) – australijska judoczka.
Brązowa medalistka mistrzostw Oceanii w 2002. Wicemistrzyni Australii w 2001 roku.